# مامية شنتوف
مامية شنتوف، (1922–2012): كانت قابلة جزائرية وناشطة سياسية. بفضل تشجيع عائلتها لها على التعليم، التحقت بجامعة الجزائر وأكملت تدريبها قابلةً. خلال دراستها، انضمت إلى الحركة القومية الجزائرية، التي سعت لتحرير البلاد من الاستعمار الفرنسي. استغلت عملها قابلةً للتواصل مع نساء أخريات، وحشدتهن للقضية القومية، وأسست أول منظمة لحقوق المرأة في البلاد. باعتبارها عضوًا في المجموعة المناضلة، نُفيت واعتقلت ثم فرت إلى تونس في 1955. أثناء إقامتها هناك، كانت أحد مؤسسي جمعية الهلال الأحمر الجزائري. في نهاية ثورة التحرير الجزائرية أصبحت صحفية، وعادت إلى الجزائر ودرست العلوم السياسية. عملت منظمةً للاتحاد الوطني للمرأة الجزائرية ونجحت في إنشاء مراكز تنظيم الأسرة.

## الحياة المبكرة
ولدت مامية في 1922 بقرية قريبة من بن سكران بولاية تلمسان الجزائرية. عندما كانت في الرابعة من عمرها، اضطرت عائلتها للفرار؛ لأن والدها -العبدلي عيسى- كان مطلوبًا من قبل الشرطة. انتقلوا إلى وجدة بالمغرب، ولأن والدها كان من أنصار عبد الحميد بن باديس، انتقلوا مرة أخرى إلى الغزوات. كان كلا الوالدين داعمين لتعليم المرأة، وأرسلت مامية، بعد أن أكملت تعليمها الابتدائي، طالبةً داخليةً إلى المدرسة الثانوية في مدينة معسكر في 1935. في تلك الفترة، أصبحت مهتمة بحقوق المرأة وكتبت بحثًا عن تحرير المرأة المسلمة. عندما تخرجت في 1942، أخذها والدها إلى الجامعة الوحيدة في الجزائر للتسجيل في دورات التوليد. وصلوا بالتزامن تقريبًا مع عملية الشعلة خلال حملة شمال إفريقيا في الحرب العالمية الثانية. بعد تأجيل دراستها، غادروا العاصمة ودرَّست لمدة عام قبل أن تعود إلى المدرسة وتكمل تدريبها قابلةً.

## الحياة المهنية
بعد أن أنهت تدريبها، افتتحت مامية أول عيادة نسائية في قصبة الجزائر. أثناء دراستها، انضمت إلى رابطة الطلاب المسلمين في شمال إفريقيا وانخرطت في حزب الشعب الجزائري. شاركت في المسيرات السلمية ضد الإمبراطورية الاستعمارية الفرنسية في 1945، وعملت مع زميلاتها على تهريب المتظاهرين الجرحى إلى ملاذات آمنة بعد الانتقام الفرنسي. في 1947، أصبحت مامية نائبة رئيس رابطة الطلاب المسلمين في شمال إفريقيا، وكانت مسؤولة عن تجنيد النساء للانضمام إلى حزب الشعب الجزائري والنضال من أجل القومية الجزائرية. كان زوجها المستقبلي، عبد الرزاق شنتوف، رئيسًا لرابطة الطلاب. نظمت مع زميلاتها خلايا نسائية من أجل القضية. بعد فترة وجيزة، حُلَّ حزب الشعب الجزائري واستبدل بحركة الانتصار للحريات الديمقراطية.
في 1947، تزوجت مامية وعبد الرزاق شنتوف. في وقت لاحق من ذلك العام، شاركت في تأسيس جمعية النساء المسلمات الجزائريات، وهي أول منظمة للنساء الجزائريات. مع التأكيد على ثقافة المسلمون العرب، وقبول الاختلافات بين الرجال والنساء على أساس الاختلاف البيولوجي، وهدفت المنظمة لزيادة الوعي السياسي لدى النساء الجزائريات وتقديم المساعدة لأولئك الذين تم اعتقال أزواجهم من قبل الحكومة الفرنسية. أصبحت مامية رئيسًا للجمعية. شجعت المنظمة تعليم البنين والبنات، ووزعت الطعام على الفقراء، وقدمت المساعدات للمرضى.